# Apatura monardi
Apatura monardi är en fjärilsart som beskrevs av Le Moult 1947. Apatura monardi ingår i släktet Apatura och familjen praktfjärilar. Inga underarter finns listade i Catalogue of Life.